# Ómen (film, 1976)
Az Ómen (eredeti cím: The Omen) 1976-ban bemutatott brit–amerikai horrorfilm Richard Donner rendezésében, Gregory Peck, Lee Remick és Harvey Stephens főszereplésével. A forgatókönyvet David Seltzer írta, Oscar-díjas zenéjét Jerry Goldsmith szerezte. Az Ómen egyike volt az év legsikeresebb filmjeinek. Több folytatása is készült, melyek azonban már nem tudták felülmúlni Donner alkotását.

## Szereposztás
| Szerep                      | Színész           | Magyar hangja (1. szinkron) |
| --------------------------- | ----------------- | --------------------------- |
| Robert Thorn nagykövet      | Gregory Peck      | Fülöp Zsigmond              |
| Katherine Thorn, a felesége | Lee Remick        | Kovács Nóra                 |
| Damien Thorn, a fiuk        | Harvey Stephens   | Molnár Levente              |
| Keith Jennings fotós        | David Warner      | Csuja Imre                  |
| Mrs. Baylock                | Billie Whitelaw   | Andresz Kati                |
| Brennan atya                | Patrick Troughton | Kristóf Tibor               |
| Spiletto atya               | Martin Benson     | Izsóf Vilmos                |
| Carl Bugenhagen             | Leo McKern        | Kránitz Lajos               |
| Mrs. Horton                 | Sheila Raynor     | Czigány Judit               |
| Szerzetes                   | Robert Rietty     | ?                           |
| Pap                         | Tommy Duggan      | ?                           |
| Pszichiáter                 | John Stride       | ?                           |
| Becker doktor               | Anthony Nicholls  | ?                           |
| Riporter                    | Roy Boyd          | ?                           |
| Apáca                       | Freda Dowie       | ?                           |

## Háttér
Több színész neve is szóba jött Robert Thorne szerepére: Charlton Heston, Roy Scheider és Dick Van Dyke. William Holden neve is felmerült, ő végül a film folytatásában kapott lehetőséget. Peck csak azután kapta meg a szerepet, hogy Heston a A Midway-i csata (1976) című filmet választotta.
Damien szerepére az  ötéves  Harvey Stephenst választották. Stephens azzal győzte meg Donnert, hogy a meghallgatáson megkarmolta és megrúgta. A kisfiú eredetileg szőke volt, de a félelmetesebb hatás kedvéért haját feketére festették.
A forgatás 1975. októberétől 1976 elejéig tartott, a felvételek főleg angliai helyszíneken készültek, de forgattak Rómában, Jeruzsálemben valamint Chicagóban is.
Az eredeti elképzelések szerint Damien is meghalt volna. A temetői jelenetből két változat készült, az egyikben a film végén három koporsó látható (két felnőtt és egy gyermekméretű), azonban Alan Ladd producer javaslatára ezt a verziót elvetették. Az utolsó jelenetben a rendező azt szerette volna, ha Stephens mosolyog. Arra számítva, hogy a fiú pont a fordítottját fogja csinálni mint amit kér, így szólt hozzá: „Ne mosolyogj, különben nem leszek a barátod.” Stephens csak azért is mosolygott.

## Fogadtatás
A film bemutatójára 1976. június 6-án került sor Londonban. A dátum – az évtized 6. éve 6. hónapja 6. napja – a 666-os számra utal, mely a Biblia szerint a Fenevad száma, aki az Antikrisztust hatalomra segíti. Az Egyesült Államokban június 25-én kezdték vetíteni 515 moziban. Az Ómen már a nyitóhétvégén 4 273 886 dollár bevételt ért el.
Az Ómen az 1976-os év egyik legsikeresebb filmje volt. Nemcsak a közönség, hanem a kritikusok többsége is jó véleménnyel volt Donner alkotásáról.  A Variety kritikája a színészek erőteljes játékát és Donner feszes rendezését emeli ki. A The New York Times cikkírója nem volt elragadtatva a filmtől: „A legjobb dolog amit, az »Ómen«ről el lehet mondani, hogy nagyon kevesen hagyták el a mozit. Akik pedig maradtak, azok bolondnak érezték magukat.”
Harry Medved, Randy Dreyfuss és Michael Medved 1978-ban megjelent könyvükben beválasztották az Óment azon 50 hangosfilm közé, melyek minden idők legrosszabb filmjei voltak.
Az Amerikai Filmintézet (AFI) Donner alkotását 2001-ben beválasztotta a 100 legizgalmasabb film közé.

## Zene
A film zenéjét Jerry Goldsmith komponálta. Donner és Harvey Bernhard producer felkereste ifj. Alan Laddet, hogy adjon több pénzt, hogy megszerezhessék a produkcióhoz Goldsmith-t, mert úgy vélték, hogy az ő zenéje volna a legmegfelelőbb a filmhez. Goldsmith a legjobb filmzenének járó Oscar-díjat vehette át szerzeményéért, az Ave Satani című dalt pedig a legjobb betétdal kategóriában jelölték a díjra. Donner később úgy nyilatkozott, hogy Goldsmith zenéje nélkül az Ómen nem lett volna ilyen sikeres.
1. Ave Satani – 2:32
2. New Ambassador – 2:33
3. Killer’s Storm – 2:51
4. Sad Message – 1:42
5. Demise of Mrs. Baylock – 2:52
6. Don’t Let Him – 2:48
7. Piper Dreams – 2:39
8. Fall – 3:42
9. Safari Park – 2:04
10. Dog’s Attack – 5:50
11. Homecoming – 2:43
12. Altar – 2:00

## Ómen-filmek
A film sikerén felbuzdulva több folytatás is készült. Az elsőt, Don Taylor rendezésében Ómen 2. – Damien címmel 1978-ban mutatták be William Holden és Lee Grant, valamint a tizenötéves  Jonathan Scott-Taylor főszereplésével. A harmadik részben – Ómen 3. – A végső leszámolás (1981) – a már felnőtt Damien szerepét Sam Neill alakította. Mindkét folytatás sikeres volt, de az első rész sikerét nem tudták felülmúlni. 1991-ben Ómen 4. – Feltámadás címmel egy TV-film is készült, mely az eredeti történet egyik változata: egy kislány személyében jelenik meg az Antikrisztus. Az Ómen remake-jét, 30 évvel később azonos címmel John Moore készítette el, melynek bemutatójára 2006. június 6-án került sor, a bemutató időpontja (hasonlóan az eredeti film bemutatójának napjához) szintén a 666-os számot szimbolizálta.

## Díjak, jelölések
- Oscar-díj (1977)
  - díj: Jerry Goldsmith (legjobb filmzene)
  - jelölés: Jerry Goldsmith az Ave Satani című dalért (legjobb betétdal)
- BAFTA-díj (1977)
  - jelölés: Billie Whitelaw (legjobb női mellékszereplő)
- Golden Globe-díj (1977)
  - jelölés: Harvey Stephens  (legjobb első szerep)
- Academy of Science Fiction, Fantasy & Horror Films (1977)
  - jelölés: legjobb horrorfilm
- British Society of Cinematographers (1976)
  - díj: Gilbert Taylor (legjobb operatőr)
- Edgar Allan Po-díj (1977)
  - jelölés: legjobb film
- Evening Standard British Film Awards (1978)
  - díj: Billie Whitelaw (legjobb női főszereplő)
- Grammy-díj (1977)
  - jelölés: Jerry Goldsmith (legjobb filmzene)
- Writers Guild of America (1977)
  - jelölés: David Seltzer (legjobb eredeti forgatókönyv – filmdráma)